# ألباني (قرية) (فيرمونت)
ألباني (قرية)، فيرمونت (بالإنجليزية: Albany (village), Vermont)‏ هي بلدة تقع بولاية فيرمونت في الولايات المتحدة. تبلغ مساحتها 4 (كم²)، وترتفع عن سطح البحر 293 م، بلغ عدد سكانها 165 نسمة في عام تعداد الولايات المتحدة 2000 حسب إحصاء مكتب تعداد الولايات المتحدة وتصل الكثافة السكانية فيها 41.5 نسمة/كم2.